# Effetto aspettativa
L'effetto aspettativa, noto anche come effetto Rosenthal, è l'effetto di distorsione dei risultati di un esperimento dovuto all'aspettativa che il ricercatore o i soggetti sperimentali hanno in merito ai risultati stessi. È conosciuto soprattutto nel campo della ricerca medica e nelle scienze sociali, ma può verificarsi in tutte le situazioni sperimentali in cui il fattore umano gioca un ruolo determinante.
L'effetto aspettativa è stato descritto dallo psicologo sociale americano  Robert Rosenthal, che ha ampiamente studiato come le convinzioni degli sperimentatori e dei soggetti sperimentali possano influenzare la realtà e dare origine a una "profezia che si autoavvera". Un fenomeno equivalente, descritto dallo stesso Rosenthal e applicato al campo dell'educazione, è l'effetto Pigmalione.

## L'aspettativa del soggetto
Nelle discipline sperimentali che prevedono l'utilizzo di partecipanti umani, come la psicologia e la medicina, i soggetti sono più o meno consapevolmente motivati a compiacere lo sperimentatore, soprattutto quando la loro partecipazione prevede una ricompensa in denaro. Questo può risultare in una distorsione dei risultati, in particolare nella direzione attesa dal ricercatore. Per questo motivo si cerca generalmente di tenere i partecipanti il più possibile all'oscuro delle procedure e degli obiettivi della ricerca, anche se una certa forma di informazione ai soggetti, secondo principi etici, è necessaria e dovuta. In caso di trattamenti medici o farmacologici l'aspettativa positiva del soggetto è la causa determinante dell'effetto placebo, e se nella pratica sperimentale deve essere minimizzata, nei contesti terapeutici ha un valore positivo spesso fondamentale.
Il disegno sperimentale in cui i soggetti non sono al corrente di alcune delle procedure sperimentali è detto "cieco semplice" (single-blind control procedure).

## L'aspettativa dell'osservatore
Anche lo sperimentatore può, con le sue aspettative, creare distorsioni sui risultati sperimentali, provocando una diminuzione della validità della ricerca e aumentando la probabilità che il risultato confermi le ipotesi iniziali. Questo può succedere sia tramite l'influenza che le credenze dello sperimentatore hanno inevitabilmente sui soggetti, ma anche, in una ricerca che non preveda soggetti umani, tramite la non corretta applicazione e/o interpretazione delle procedure statistiche. Più in generale l'effetto che un osservatore ha su un qualunque fenomeno naturale è noto in psicologia come effetto Hawthorne, e un concetto simile è contenuto nel noto principio di indeterminazione di Heisenberg.
Per controllare sia l'effetto aspettativa dovuto al soggetto che quello dovuto all'osservatore, si adotta il disegno sperimentale in doppio cieco (double blind), o in triplo cieco, in cui anche le analisi statistiche vengono svolte da un ricercatore all'oscuro degli obiettivi dell'esperimento.